# Vojenský zeměpisný ústav (Bělehrad)
Vojenský zeměpisný ústav (srbsky Војногеографски институт/Vojnogeografski institut) sídlí v srbské metropoli Bělehradě na adrese Mije Kovačevića 5. Slouží pro potřeby srbské armády. 

## Budova
Ústav sídlí v modernistické budově, která vznikla v letech 1950 až 1954 podle projektu architekta Milorada Macury. Stavba je některými srbskými, resp. jugoslávskými architekty považována za první brutalistický objekt v zemi. Objekt v podobě třípatrového bloku spojeného s dalšími oddělenými celky a dvěma atrii vznikla z železobetonu, není obložená žádnými materiály a její fasáda je rozčleněná nápadně umístěnými balkony v pravé části. Architekt Macura se však při projektování objektu inspiroval spíše švýcarským architektem Le Corbusierem. Areál je zcela oddělen od okolní zástavby zelení, zasazena je do svahu a její monumentálnost je zdůrazněna přístupovým mostem orientovaným na jižní fasádu.
Stavba je unikátní použitím stínicích lamel u oken, jako první na území tehdejší Jugoslávie nimi byla vybavená.
Původní dvě části objektu měly sloužit pro vojenskou tiskárnu (severní část s konkávním průčelím) a pro vojensko zeměpisný institut (jižní třípatrová část). 
Stavební práce na objektu byly zahájeny v roce 1950, probíhaly čtyři roky a kanceláře byly nastěhovávány až do roku 1956.